# 馬哥孛羅酒店
馬哥孛羅酒店有限公司是香港一家酒店連鎖集團，從事香港、中國大陸及菲律賓的酒店業務，香港旗下三間酒店均位於九龍尖沙咀。母公司是九龍倉集團，公司主席是吳光正。

## 旗下酒店

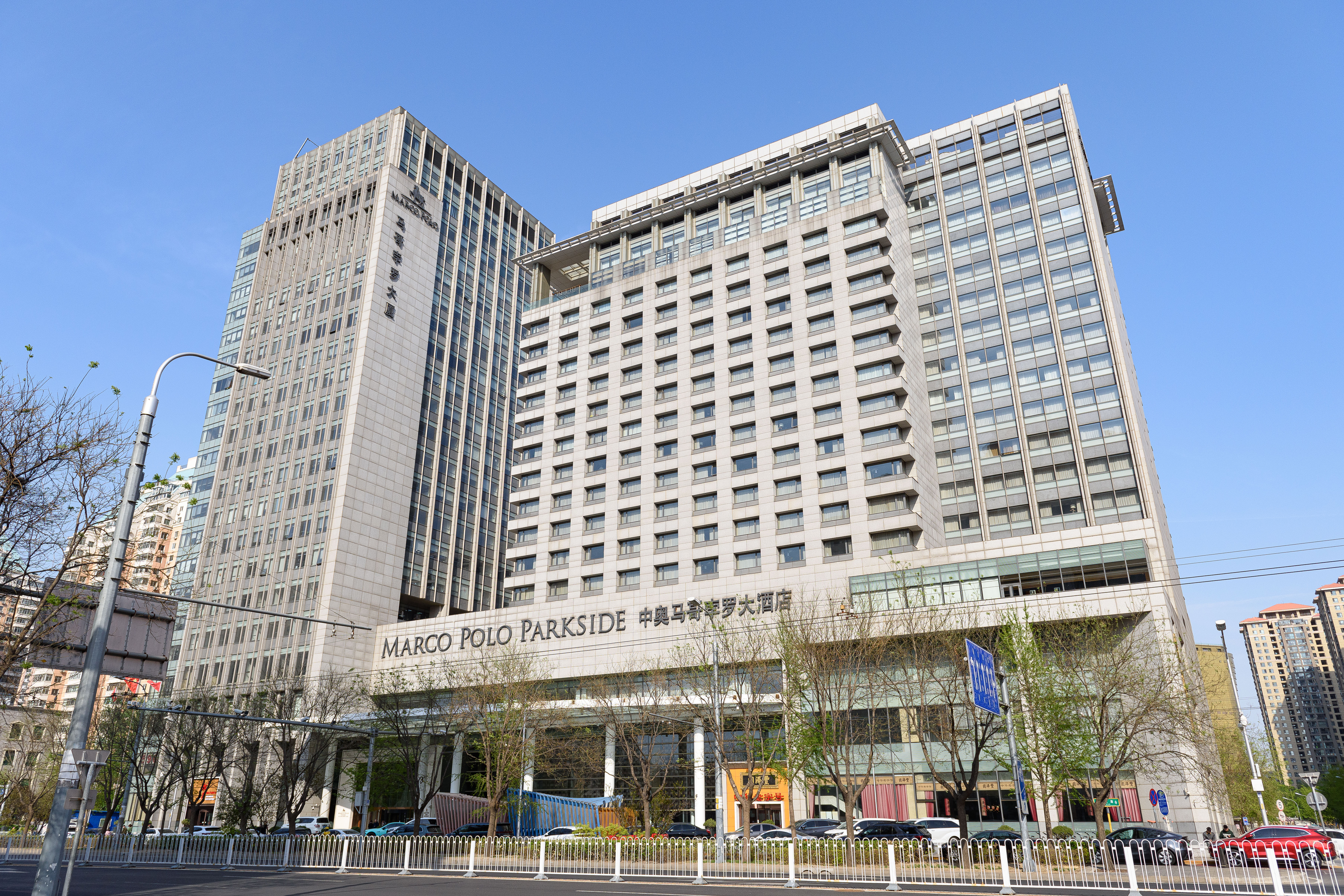
位于安立路78号的北京中奥马哥孛罗大酒店

馬哥孛羅酒店
- 馬哥孛羅香港酒店
- 香港港威酒店
- 香港太子酒店
- 北京中奧馬哥孛羅大酒店
- 常州馬哥孛羅酒店
- 佛山嶺南天地馬哥孛羅酒店
- 晉江馬哥孛羅酒店
- 深圳馬哥孛羅好日子酒店
- 武漢馬哥孛羅酒店
- 廈門馬哥孛羅東方大酒店
- 宿霧馬哥孛羅酒店
- 達沃馬哥孛羅酒店
- 馬尼拉奧迪加斯馬哥孛羅酒店

尼依格羅酒店
- 香港美利酒店
- 成都尼依格羅大酒店
- 重慶尼依格羅酒店
- 長沙尼依格羅酒店

## 外部連結
- 馬哥孛羅酒店有限公司 （页面存档备份，存于）